# Gmina Kanfanar
Gmina Kanfanar (chorw. Općina Kanfanar) – gmina w Chorwacji, w żupanii istryjskiej.

## Miejscowości i liczba mieszkańców (2011)
- Barat – 60
- Brajkovići – 94
- Bubani – 56
- Burići – 35
- Červari – 37
- Dubravci – 8
- Jural – 20
- Kanfanar – 507
- Korenići – 29
- Kurili – 38
- Ladići – 34
- Marići – 140
- Maružini – 83
- Matohanci – 87
- Mrgani – 36
- Okreti – 40
- Putini – 69
- Sošići – 61
- Šorići – 84
- Žuntići – 25